# العربی بن مبارک
العربی بن مبارک (عربی: العربي بن مبارك؛ ۱۶ ژوئن ۱۹۱۴ – ۱۶ سپتامبر ۱۹۹۲) بازیکن و مربی فوتبال اهل فرانسه بود.
از باشگاه‌هایی که در آن بازی کرده‌است می‌توان به باشگاه فوتبال المپیک مارسی، باشگاه فوتبال اتلتیکو مادرید، و باشگاه فوتبال المپیک مارسی اشاره کرد.
وی همچنین در تیم ملی فوتبال فرانسه بازی کرده‌است.